# سيف الدين بغراق
سيف الدين بغراق (بالتركية:Seyfeddin Baghraq) ولد بين ( 607 هـ - 700هـ) هو أحد ملوك الأتراك المسلمين وكان شجاعًا مقدامًا.،شارك في حرب جلال الدين الخوارزمي ضد التتار وكان معه ثلاثون ألف مقاتل اظهرت فرقته شجاعة بالغة في المعركة مع التتار حيث استمرت المعركة ثلاثة أيام ولكن النكبة الكبرى حلت حينما اختلف المسلمون في توزيع الغنائم فقام سيف الدين بغراق وهو قائد من قواد جيش جلال الدين في تلك المعركة بالانفصال عن الجيش ومعه كتيبته ورحل عن جلال الدين رغم محاولات جلال الدين لإرضائه بأي طريقة ولكنه صمم على الرحيل.

## حياته
تزوج سيف الدين بغراق من إحدى الفتيات المغولية رغم أنه كان مسلمًا ولم يكتفي بهذا فقط بل أعطاها مُلكًا واعطى للمسيحين والديانات الأخرى سلطة في البلاد، ويقول البعض ان زوجته هي سبب انفصاله عن جلال الدين